# Alegeri legislative în Regatul Unit, 2010

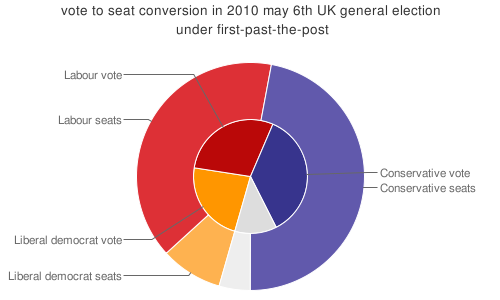
Rezultatul alegerilor legislative din Regatul Unit, 2010. În cercul interior sunt reprezentate rezultatele votului popular, iar în cercul exterior sunt reprezentate distribuţia fotoliilor parlamentare.

Alegerile legislative din Regatul Unit din 2010 au avut loc la data de 6 mai. Ca urmare a voturilor exprimate în 649 de circumscripții parlamentare, Partidul Conservator s-a clasat pe primul loc, cu 303 locuri în Camera Comunelor, Partidul Laburist a obținut 255 fotolii parlamentare, iar Partidul Liberal Democrat a obținut 57 de mandate. În a 650-a circumscripție, Thirsk și Malton, alegerile au fost amânate pentru data de 27 mai, ca urmare a decesului unui candidat în ajunul votului ; în cele din urmă circumscripția a fost câștigată tot de conservatori .
Alegerile au stârnit un viu interes, deoarece sistemul electoral britanic generează practic întotdeauna majorități parlamentare absolute. Cum în sistemul politic britanic  este împământenită ideea „guvernului din umbră” , se poate spune că alegătorul votează nu numai partidul dar implicit și persoanele care vor alcătui guvernul. Dacă nici un partid nu câștigă majoritatea parlamentară, această procedură simplă nu este aplicabilă și, ca în cazul alegerilor actuale , pot apărea  scurte perioade de incertitudine în viața politică, fiind nevoie de negocieri între principalele partide politice pentru formarea noului guvern.
Partidul Conservator, deși învingător, nu a obținut majoritatea absolută, pentru care avea nevoie de 326 mandate. În această situație, Partidul Conservator, Partidul Laburist, și Partidul Liberal Democrat au inițiat o serie de consultări pentru formarea unui guvern de coaliție . O aritmetică simplă arată că Partidul Conservator, cu 305 locuri, și Partidul Liberal-Democrat, cu 57 locuri, ar fi putut forma în mod confortabil o majoritate parlamentară, pe când Partidul Laburist, împreună cu liberal-democrații, ar fi obținut 315 mandate, cu unsprezece mai puțin decât majoritatea parlamentară, fiind necesară cooptarea la guvernare a reprezentanților altor partide mai mici. Această alternativă a fost urmărită de Gordon Brown în weekendul de după alegeri.
Pe data de 11 mai, negocierile dintre conservatori și liberal democrați au fost încununate de succes . Gordon Brown își înaintează demisia din funcția de prim-ministru, marcând sfârșitul a treisprezece ani de guvernare laburistă . David Cameron, președintele conservatorilor, și-a preluat rolul de șef al guvernului la doar o oră după ce regina Elisabeta a II-a a acceptat  demisia lui Brown , iar Nick Clegg, liderul liberal-democraților, devine vice-premier.